# 5時SATマガジン
『5時SATマガジン』（ごじサタマガジン）は、1981年4月4日から1993年9月25日まで中京テレビで放送されていたバラエティ番組・音楽番組である。放送時間は毎週土曜 17:00 - 18:00 （日本標準時）、中京テレビ旧本社Bスタジオからの生放送。ただし、1990年代には事前収録による放送もたびたび行われていた。

## 概要
番組開始当初はローカル色豊かなバラエティで、東海3県各地からの生中継リポートや音楽情報・スポーツ情報コーナーなどによって構成されていた。地元のスターを発掘し、視聴者からの投票結果でランキングを打ち出す「ローカルスターベストテン」のコーナーが人気を博す。しかし、番組自体は6年後に大幅な刷新を迎えるまでの間、司会者が幾度も交代するなど長らく迷走を続けていた。
1987年、春の改編に合わせて内容を大幅に刷新。ローカル色を残しつつ音楽番組然とした方向性に舵を切ったところ、10代を中心とする若い世代の支持が得られ、人気を博すようになった。当番組が放送される土曜夕方になると、中京テレビ旧本社所在地の名古屋市昭和区界隈は10代のいわゆる出待ちファンの群れでごった返すことも多かった。番組は大竹まことや野沢直子らが司会を務め、「ハイスクールBOY」など非常に人気が高いコーナーを擁していた放送後期に隆盛を極めた。
後期司会の大竹まことは、関東圏のテレビ番組などでスタジオのセットを破壊するなど「キレるキャラクター」として当時認知されていた。しかし、当番組では一転して司会に徹し、時には鶏の被り物（当時本人がプリマハムのCMで演じていた「チキンマン」のセルフパロディ）を着用するなどナンセンスな茶化しを織り込みつつも、堅実に番組を進行させていた。そのため、大竹に対しパブリックイメージのみで認識していたゲストが、大竹の対応やMCのスキルを目にして驚くという場面が幾度となく見られた。大竹は同時期にサブ司会となった永島浩之と前島正義の進行する様を見て「この2人に任せたら番組が進まなくなる。自分が司会に徹しなければならない」と考えていたという。
毎週、多彩で豪華なミュージシャンたちがゲスト出演していた。ブレイク以前のBOØWYなど、当番組から東海地区で人気に火が付き全国区となったミュージシャンも数多い。当時番組のディレクターおよびプロデューサーを務めた苅谷隆司（現・CTV MID ENJIN 副社長）は音楽業界においても著名となった。苅谷が1993年1月18日付で中京テレビの制作部から別の部署へ異動した際には、ブラザー・コーンが「地方局のディレクターの異動が業界の話題になるなんて苅谷さんぐらいなもの」と語っている。また、学生時代を名古屋で過ごした松下由樹は、『テレビ探偵団』（TBS）への出演時、昔よく観ていたテレビ番組として5時SATマガジンを紹介している。それを受けたテレビ探偵団のレギュラーである西田ひかる（過去5時SATにゲストとして出演経験あり）は「この番組、私も出たことあるー！」とコメントしていた。
長期に渡り、地元のレコードショップである玉音堂がメインスポンサーとして番組を支えていた。特に音楽番組路線へと舵を切ってからは、スポットCMでゲストミュージシャンらのレコードやCDの先行予約を行うなどタイアップもたびたび行われた。しかし、当番組も含め多数のバラエティ番組を手掛ける苅谷隆司の他部署異動や、後期サブ司会を務めた永島浩之・前島正義が音楽活動のみに専念するための離脱などが重なり、1993年9月25日放送分をもって12年半にわたる放送に幕を閉じた。その後、同土曜夕方枠では当番組のコンセプトを継承しつつ、さまざまな要素を一新した後継番組『電波結社バババ団』がスタートした。

## 出演者

### メイン司会
- 初代0 マーキー谷口（現：マーキー） - 1981年4月から同年12月まで出演。体調不良により、同年末に1か月間の休暇を申し出て一時降板。以降ラビット関根が代役を務めたが、その間に大麻取締法違反容疑で取り調べを受ける不祥事を起こし、正式に降板させられている[4][5]。
- 2代目 ラビット関根（現：関根勤） - 1982年1月から同年3月まで出演（マーキー降板からMAKOTO起用までの短期リリーフとして出演）。
- 3代目 MAKOTO（現：北野誠） - 1982年3月から1983年3月まで出演。
- 4代目 大門俊輔 - 1983年4月から1985年3月まで出演。
- 5代目 宇佐元恭一 - 1985年4月から1987年3月まで出演。
- 6代目 大竹まこと - 1987年4月から番組終了（1993年9月）まで出演。

### サブ司会
- 初代0 西郡よう子（現：星乃けい） - マーキー司会期中に降板。
- 2代目 鹿取洋子 - マーキー司会期途中から1982年3月まで出演。
- 3代目 上野真由美→上野マミ - 1982年4月から1983年9月まで出演。
- 4代目 矢野きよ実 - 1983年10月から1987年3月まで出演。
- 5代目 永島浩之、前島正義、稲垣久美子- 1987年4月から出演。
- 6代目 永島浩之、前島正義、野沢直子 - 1988年4月より、稲垣から野沢にシフト（1991年3月をもって渡米・芸能活動休業のため野沢は降板）。
- 7代目 永島浩之、前島正義 、YOU - 1991年4月より、渡米のため降板した野沢の後任としてYOUが加入。以後、番組終了まで大竹・永島・前島・YOUの司会グループで番組を進行。

### 主な出演者
- 大東めぐみ
- 河原龍夫 - 主に中継リポートを担当。
- 黒川慶一
- 佐藤啓（現・中京テレビアナウンサー） - 南山大学在学時、生中継リポートを担当していた。1982年7月から出演[1]。
- 柴田チコ - 音楽情報コーナーを担当。
- 小椋三嘉 - 生中継リポートを担当。1981年4月から出演。
- 藤田陽子
- ベルリッツ鈴木
- ヘンリー祝 - サーフィン関連の情報コーナーと生中継リポートを担当。
- 本田みずほ
- 前田英子
- 松元真一郎（当時中京テレビアナウンサー） - イベント告知コーナー「えびふりゃー情報」のナレーションを担当[6]。
- 山中すみか - YOUがスケジュールの都合などで出演できない時期には、代理でサブ司会を務めた。
- ほか

## スタッフ
- 企画/総合プロデューサー：澤田健邦
- 構成：こじま啄磨、源高志、河村賢次、織田慎一郎、小林哲也、津曲裕之、赤沢奈穂子、山内志な子、斉藤振一郎
- ブレーン：渡辺祐、市川哲史
- 音楽構成：木下彰
- タイトル：滝将浩
- 制作協力：プロダクション人力舎、中京テレビ映像企画、エキスプレス、ペック、テイクオフ、中京ビデオセンター、ミュージックハウス、BBSテレビ、NK特機、ジェイルハウス、サンデーフォーク
- ディレクター：中野八美男、村上清身、苅谷隆司、船戸秀生、柄澤正也
- プロデューサー：安部田公彦、苅谷隆司、柴垣邦夫
- 制作・著作：中京テレビ

## オープニングテーマ
- Come Back （J・ガイルズ・バンド）
- Hard Lovin' Woman （ディープ・パープル）
- Instant Replay （エール！） - ダン・ハートマンの同名曲のカヴァー。

## 番組イベント
1984年から毎年ゴールデンウィークの時期を中心に、中京コカ・コーラ協賛のフリーライブイベント「5時SAT ROCK WAVE」を開催していた（1992年からは「5・SAT LOVE ROCKS」と題して実施）。会場は、名古屋港ガーデンふ頭つどいの広場・庄内緑地陸上競技場・ナガシマスパーランドジャンボ海水プール（水を抜いた状態）。また、1991年5月には番組放送10周年を記念し、小牧市民球場にて「5時SAT10周年 おかげ様！祭り ロックフェスティバル」を開催。それらの模様は、毎年中京テレビで特別番組として放送されていた（主に5時SAT本編放送前の土曜16時台に放送）。
2019年9月28日には「GOJISAT. ROCK WAVE 2019」と題して、Aichi Sky Expo（愛知県国際展示場）にて復活ライブイベントが開催された。

## エピソード
- 1981年度の「ローカルスターベストテン」では名古屋電気高等学校時代の工藤公康がランクインし、アイドル的な人気を博した。また、高校生時代の神奈月も同コーナーのベストテンにランクインしている。
- 音楽番組路線へとシフトする以前の1985年、「ウィ・アー・ザ・ワールド」のパロディである「ういろ・ザ・ワールド」という歌が企画され、非売品ながらレコードもリリースされた。歌唱するのは地元ミュージシャンらで、歌詞は名古屋の名物を世界に広めようという主旨で書かれている。なお、1987年放送のクイズ番組「第11回アメリカ横断ウルトラクイズ」（日本テレビ系列）の名古屋での敗者復活戦「名古屋縦断ミニトラクイズ」にて、「世界中で『ウィ・アー・ザ・ワールド』が歌われていた頃、名古屋では『ういろ・ザ・ワールド』という歌が歌われていた。○か×か？」という問題が出題されている（上述の通り、○が正解）。
- 1986年4月26日放送分で行われた「ロックスターボウリング大会」には、BOØWYや聖飢魔IIなどが出場した。
- マイケル・シェンカーにアンプを通さずにエレキギターを弾かせた。
- レベッカのボーカル・NOKKOがコンサートツアー中に衣装を何者かに盗まれ、この番組を通じて「返してください」と半泣きで訴えていた。
- 司会の大竹が鶏の扮装をしてヘヴィメタルを歌ったことがある。
- 大竹は料理の腕前を披露する企画で、カップに入った料理酒を水と間違え一気に飲んでしまい、その後の番組進行をほろ酔い状態で行っていた。
- 日比谷野音ロックコンサート会場からの生中継を実施したことがある。野沢直子のライブ時には、大竹や大槻ケンヂらが舞台の袖で牛乳を飲み続けるというパフォーマンスを行った。
- X JAPAN（当時：X）のメジャーデビューを受け、番組を挙げて彼らを推していた。大竹は「僕も前に曲を聴いたことがあるんだけど、このバンドはホントに凄いから」と、当時の大竹からは想像できないほど真剣な面持ちで薦めている。こうした経緯もあり、Xのメジャーデビューアルバムである『BLUE BLOOD』のスペシャルサンクスには「Mr.Kariya & 5ji-SAT MAGAZINE」ならびに「Makoto Ohtake」のクレジットが記載されている。
- Xは初出演時のリハーサル中、無気力な様で淡々と演奏をしていた。それを見た周囲のスタッフらはこれが本当にメタルバンドかと呆れたが、本番になると一転して激しい演奏を披露し、スタッフや大竹は仰け反って驚いていた。その時のインパクトが上記の推薦に繋がっている。